# Номер печатной формы

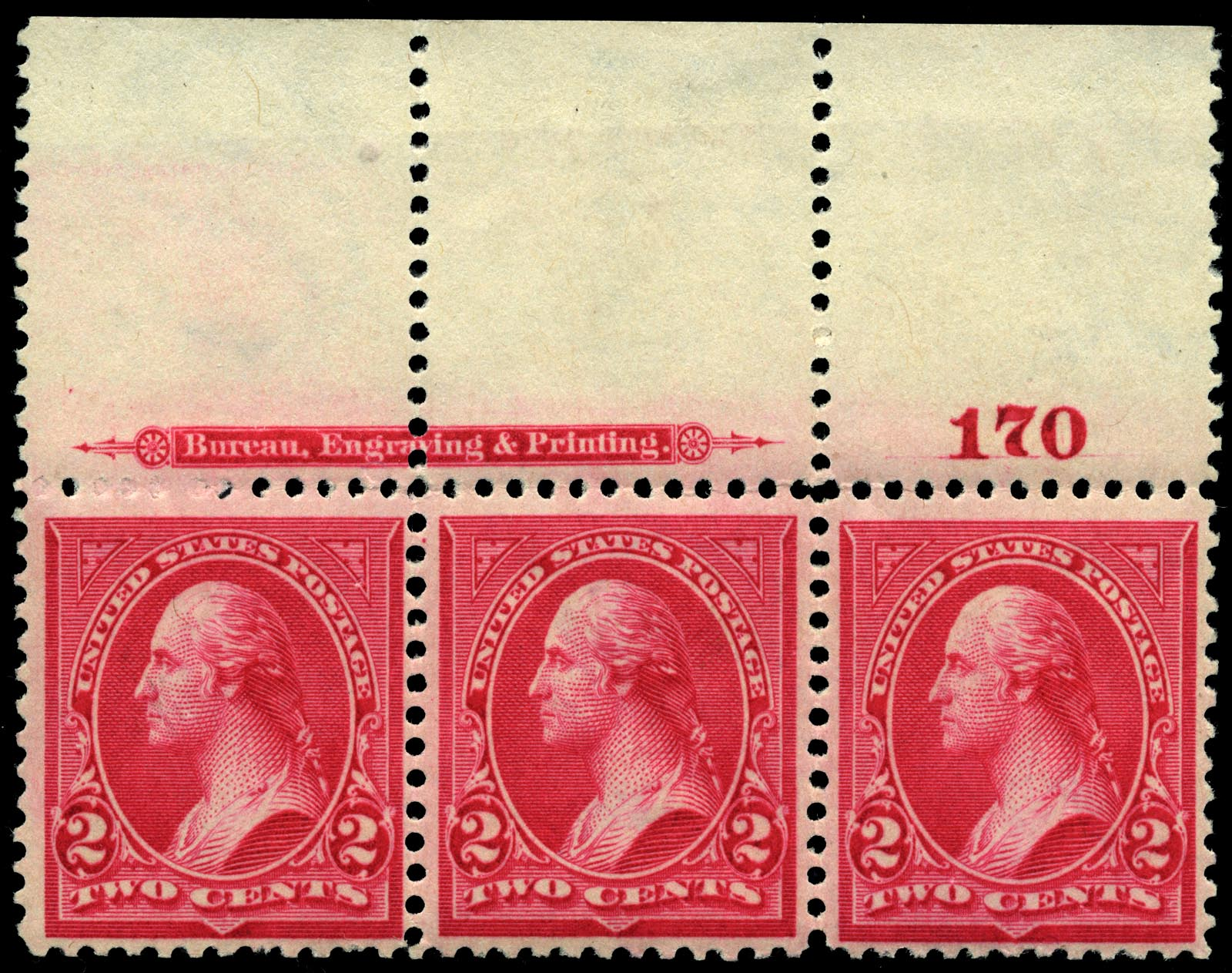
На этой полоске из листа почтовых марок США 1895 года видно, что марки напечатаны с печатной формы № 170

Номер печатной формы (англ. plate number), также листовой номер, — номер, напечатанный на поле марочного листа или рулона почтовых марок, который указывает на печатную форму, использованную для печати этих почтовых марок.

## Описание
Номер печатной формы можно рассматривать в качестве одного из подвидов контрольного номера на знаке почтовой оплаты или на поле марочного листа, который выполняет функции контроля. По своему предназначению является отличительным признаком:
- печатной формы или
- определенного сектора типографского марочного листа.

В последнем случае называется также листовым номером.
На практике представляет собой серийный номер данной печатной формы. Обычно печатается на одном из полей марочного листа, на его кромке или на границе листа, и указывается в виде цифр, отдельных литер или их комбинации.
Принцип нумерации широко применяется в полиграфии как печатание последовательных, неповторяющихся номеров (экземпляров). Нумерация, как правило, выполняется на печатной машине в процессе печатания тиража посредством нумератора, который вмонтирован в печатную форму.

## Коллекционирование
Почтовые марки с полями, содержащими номера печатной формы, рассматриваются в качестве специальных объектов филателистического коллекционирования. Они особенно важны в коллекциях исследовательского характера, формируемых для изучения специфики изготовления знаков почтовой оплаты.
Филателисты и коллекционеры почтовых марок, анализирующие и собирающие номера печатных форм и почтовые марки с разными номерами печатных форм, могут объединяться в общества. Американское общество коллекционеров одиночных марок с номером печатной формы (American Plate Number Single Society, сокращённо APNSS) является примером специализированного общества филателистов, которое ориентировано на коллекционировании номеров печатных форм. Общество отслеживает свою историю с 1952 года и оформлено организационно в 1976 году. С 1988 года APNSS является аффилированным членом № 178 Американского филателистического общества.